# Lejkówka pępkowata
Lejkówka pępkowata (Clitocybe umbilicata P. Kumm.) – gatunek grzybów z rzędu pieczarkowców (Agaricales).

## Systematyka i nazewnictwo
Pozycja w klasyfikacji według Index Fungorum: Clitocybe, Incertae sedis, Agaricales, Agaricomycetidae, Agaricomycetes, Agaricomycotina, Basidiomycota, Fungi.
Po raz pierwszy takson ten opisał w 1871 r. Paul Kummer. Synonimy:
- Agaricus umbilicatus Schaeff. 1774
- Omphalia umbilicata (P. Kumm.) Quél. 1875
- Omphalia umbilicata var. herpelii Cejp 1936
- Omphalia umbilicata var. subspadicea J.E. Lange 1930
- Omphalina umbilicata (P. Kumm.) Quél. 1886
- Pseudolyophyllum umbilicatum (P. Kumm.) Raithelh. 1977[2].

Polską nazwę zaproponował Władysław Wojewoda w 2003 r.

## Morfologia
Kapelusz
Średnica do 6 cm, początkowo wypukły, ale szybko staje się lejkowaty, z silnie wywiniętym do góry brzegiem. Powierzchnia w stanie wilgotnym gładka, brązowa, w stanie suchym jasnoszarobrązowa.
Blaszki
Silnie zbiegające, początkowo szarawe i średniej grubości, następnie mają kolor zbliżony do kapelusza.
Trzon
Wysokość do 6 cm, grubość do 5 mm, cylindryczny, nieco cieńszy przy podstawie. Powierzchnia gładka, brązowawa, z charakterystycznym białym paskiem na początku blaszek.
Miąższ
Bladobrązowy, rzadki, o nieprzyjemnym zapachu i wodnisty, bez charakterystycznego smaku.
Cechy mikroskopowe
Zarodniki 6–7 × 3–4 µm, o kształcie kropli

## Występowanie i siedlisko
Znane jest występowanie lejkówki pępkowej tylko w niektórych krajach Europy i w Maroku. W Polsce w. Wojewoda w 2003 r. przytoczył 4 stanowiska tego gatunku z uwagą, że częstość występowania i stopień zagrożenia tego gatunku nie są znane.
Grzyb saprotroficzny naziemny występujący w lasach liściastych i iglastych na butwiejących liściach lub igłach drzew. Owocniki tworzy pojedynczo, lub w grupach latem i jesienią. Jest niejadalny, być może jest trujący.